# Biuletyn Wojskowej Akademii Technicznej
Biuletyn Wojskowej Akademii Technicznej im. Jarosława Dąbrowskiego (Biuletyn WAT) – najstarsze czasopismo naukowe wydawane przez Wojskową Akademię Techniczną w Warszawie. Ukazuje się nieprzerwanie od 1952 roku. Czasopismo publikuje prace powiązane tematycznie z kierunkami wykładanymi na uczelni: naukami technicznymi, matematyką, fizyką, elektroniką, telekomunikacją, optoelektroniką, mechaniką, informatyką, chemią, logistyką czy techniką wojskową. W latach 1952–2013 ukazało się na jego łamach 7047 artykułów.
Pierwszy numer pisma ukazał się w styczniu 1952, choć formalnie powołał je do życia rozkaz ministra obrony narodowej Konstantego Rokossowskiego z 21 marca tego roku. Od początku ukazuje się w formacie B5. Pierwotnie wydawcą pisma było Wydawnictwo MON, w latach 1990–1996 było nim wydawnictwo Czasopisma Wojskowe, a od numeru 3. w roku 1996 rolę wydawcy przejęła na siebie bezpośrednio WAT. Do końca 1959 roku czasopismo ukazywało się jako dwumiesięcznik, następnie do 2005 roku jako miesięcznik, od tego czasu wydawane jest jako kwartalnik.
Czasopismo indeksowane jest w bazie danych o zawartości polskich czasopism technicznych BazTech, przeglądarce Google Scholar oraz na liście czasopism punktowanych Ministerstwa Nauki i Szkolnictwa Wyższego.
Jest także indeksowana w bazach Index Copernicus, Arianta, Chemical Abstracts Service i SciFinder.